# Senta Fe de Peirolièras
Senta Fe de Peirolièras (francès Sainte-Foy-de-Peyrolières)és un municipi del departament francès de l'Alta Garona, a la regió d'Occitània.